# Fernando Ríos
Fernando Arturo Ríos Correa (Piura, 18 de julio de 1991-Piura, 2 de mayo de 2024) fue un antropólogo y gestor cultural peruano. Fue uno de los fundadores del medio de sátira política El Panfleto.

## Biografía
En 2010 inició sus estudios en Antropología en la Universidad Nacional Mayor de San Marcos. Realizó un posgrado de Políticas Sociales en la misma universidad.
Realizó investigaciones acerca de las tradiciones culturales piuranas, particularmente de la cumbia, estudios que difundía a través de redes sociales como Tik Tok, donde contó con una comunidad de 19 mil seguidores.
Fue investigador asociado en el Centro Bartolomé de las Casas en Cusco, donde ganó el XVIII Concurso Anual de Investigación del Consorcio de Investigación Económica y Social en 2016 por su investigación acerca de los circuitos musicales peruanos.
Participó en la Feria Internacional del Libro de Cusco de 2016, donde presentó su Mapa de Música Popular Contemporánea en el Perú, y fue el representante peruano en el IV Coloquio de Investigación Musical Ibermúsicas de 2018 celebrado en Lima.
Fue miembro de la Asociación Internacional para el Estudio de la Música Popular.
En 2019, junto a diversas personas especialistas en sociología, historia, economía y antropología, Ríos apareció en el documental La revolución y la tierra de Gonzalo Benavente Secco, acerca del impacto del gobierno revolucionario de la Fuerza Armada dirigido por Juan Velasco Alvarado en el devenir de la historia peruana.

### El Panfleto
En 2010, inspirándose en una revista satírica interna de Osiptel, fundó El Panfleto, publicación que se distribuyó como fotocopias y que realizó una labor de sátira del contexto universitario. Publicó el segundo número en mayo de 2011, y fue distribuido en las facultades de Ciencias Sociales y Letras de la Universidad Nacional Mayor de San Marcos. El tercer número, en 2012, la publicación se difundió a otras universidades, como la Pontificia Universidad Católica del Perú, la Universidad Nacional de San Cristóbal de Huamanga y la Universidad Nacional de San Agustín de Arequipa.
El Panfleto como revista impresa dejó de publicarse en 2013, cuando en diciembre de ese año pasó a ser un perfil de Facebook para realizar sátira política y social más amplia, y luego un medio digital como elpanfleto.pe. Se creó un equipo de redacción, bajo seudónimos como El Chiflero , Chancho Arnulfo, Retablo Facho, Cabello D’angel, Henry Quispegger, Francois Müller Miró-Llosa Althaus de la Jaus, entre otros, que trabajó en secciones como A la merfi, Perú abisal, Desde Narnia, Fauna sanmarquina, Pregúntale al caviar o Los consejos del Tío Vladi, etc.
En el año 2015 y 2016 el Panfleto organizó tres fiestas dirigidas a sus seguidores y público en general llamadas El Panfletono. En ellas Fernando organizó y se encargó personalmente de seleccionar los temas musicales, incluido tocar el Himno Nacional con la estrofa apócrifa a medianoche. Dichos eventos se celebraron el 14 de marzo y 6 de junio del 2015 y su última fiesta fue el 31 de octubre del 2016. 
En 2021, debido a su naturaleza de sátira política, la fanpage de Facebook fue censurada.

### Fallecimiento
Falleció el 2 de mayo de 2024 luego de sufrir una descompensación en un centro comercial. Diversos medios de comunicación e instituciones, incluyendo el Centro Cultural de la Universidad Nacional Mayor de San Marcos y el Ministerio de Cultura del Perú se pronunciaron expresando sus condolencias por su deceso. Sin embargo, este último decidió borrar las publicaciones de todas las plataformas.

## Filmografía
- La revolución y la tierra (2019)